# Цасучейский бор
Цасучейский бор (бур. Саhатайн тужа) — изолированный лесной массив в долине Делюн-Болдок, расположен на правом берегу реки Онон в Забайкальском крае (Россия). Он является аналогом ленточных боров Западной Сибири. Основная лесообразующая порода — сосна обыкновенная. Местная форма сосны — сосна Крылова — иногда выделяется ботаниками в отдельный вид, но на самом деле это всего лишь экологическая форма, приспособившаяся к произрастанию среди даурских степей. Из других деревьев изредка встречаются осина, берёза и лиственница. Кустарниковый ярус представлен даурским шиповником, смородиной таранушкой, яблоней ягодной, таволгой водосборолистной, черёмухой обыкновенной и ильмом приземистым.
На территории бора обычны лесные пожары, которым благоприятствует сухой климат, из-за которого даже под соснами произрастает типично степная травянистая растительность (например ковыль байкальский, змеёвка растопыренная, леймус китайский и др.). Так, в конце апреля 2012 года здесь сгорело 32 тыс. га леса, а в огне погибло свыше ста косуль.

## Охранный статус
Территория бора объявлена заказником федерального значения «Цасучейский бор» и подведомственна Даурскому заповеднику. Изначально в 1964 году был создан областной заказник площадью 70,3 тыс. га. С 1981 года входил в состав Цасучейско-Торейского республиканского государственного охотничьего заказника, в 1987 году озёрная часть заказника включена в состав гос. природ. Даурского заповедника, остальная территория оформлена в 1988 году как государственный комплексный заказник федерального значения общей площадью 57 900 га и передана Даурскому заповеднику без изъятия из землепользования.

## Фауна
В фауне бора наиболее значительная роль принадлежит также степным видам животных. Например из млекопитающих даже в глубине соснового леса обычен забайкальский хомячок и заяц-толай. Наибольшее богатство видов характерно для опушек и редколесных участков. В таких местах многочисленны грызуны — узкочерепная и монгольская полёвки, мышь-малютка, из насекомоядных — даурский ёж и тундровая бурозубка. Из таёжных видов в бору постоянно обитают красная полёвка, восточноазиатская мышь, обыкновенная белка, во влажные годы заходят изюбрь и рысь.
Так как территория Цасучейского бора охраняется, здесь одна из самых высоких в мире плотностей популяции сибирской косули. Обилие кормовой базы позволяет постоянно обитать в бору нескольким группам волков. Из других хищников наиболее обычны — лисица, барсук, мелкие куньи.
Среди птиц также представлены как лесные виды (тетерев, ястреб-тетеревятник, ястреб-перепелятник, большой пёстрый дятел, пятнистый конёк и др.), так и степные (степной конёк, жаворонки солончаковый и полевой). Из редких видов стоит отметить гнездование чёрного аиста.